# Campanula pseudostenocodon
Campanula pseudostenocodon är en klockväxtart som beskrevs av Charles Carmichael Lacaita. Campanula pseudostenocodon ingår i släktet blåklockor, och familjen klockväxter. Inga underarter finns listade i Catalogue of Life.